# Charlotte Hanmannová
Charlotte Hanmannová (nepřechýleně Charlotte Hanmann; 20. července 1950 v Kodani) je dánská fotografka, malířka a grafička.

## Životopis
Narodila se jako dcera Poula Hanmanna a dánské malířky a výtvarnice smaltu Ingery Hanmannové. Vystudovala Akademii výtvarných umění na škole architektury (1973), jako stavební technik na BTH v Kodani (1975) a na Škole užitého umění (1983). Hanmannová je členkou Asociace výtvarných umělců (BKF).

## Dílo
- Tromsø (1993)

## Ceny a ocenění
- Stipendium od Statens Kunstfond (2001)
- Cestovní grant od Danidy (Mexiko) (1998)
- Cestovní grant od ministerstva kultury (1995)
- Medaile a cena od polského ministerstva kultury (1994)

## Výstavy
- 1982 magistrát v Kodani.
- 1983 Kunsternes Sommerudstilling Tistrup
- 1984 Umělecká asociace okresu Svendborg
- 1984 Letní výstava umělců Tistrup
- 1985 Umělecká asociace okresu Svendborg
- 1985 Kunsternes Sommerudstilling Tistrup
- 1985 Západní Zélandská výstava cenzurovaného umění
- 1985 Fotografická výstava cenzurovaného umění Billund
- 1986 Velikonoční výstava umělců Aarhus
- 1986 Fotografická výstava cenzurovaného umění Billund
- 1986 Kunstnernes Efterårsudstilling Den Frie, Kodaň
- 1987 Kunstnernes Efterårsudstilling Den Frie, Kodaň
- 1988 2. Mezinárodní trienále umění Lublin, Polsko
- 1988 Arbejdermuseet, Kodaň (88 fotografií)
- 1991 umělkyně v kostele Nikolaj. Göteborg, Švédsko (41 fotografií)
- 1991 2. Mezinárodní trienále umění Lublin, Polsko
- 1991 Samostatná výstava Muzeum Na Majdanku, Polsko (grafika / kresby)
- 1991-1992: Varmegalleriet Minimal l + II.
- 1992 Samostatná výstava Rampen København
- 1992 Mezinárodní bienále miniaturního umění Quebec Kanada
- Jarní výstava v Charlottenborgu 1992
- 1993 Varmegalleriet Minimal IV. Letní výstava galerie Marius
- 1993 Samostatná výstava Nadada Copenhagen Graphics, Painting, Photos
- 1994 UAF Univ. Aljaška Fairbanks : Host : Samostatná výstava Galerie SITE250
- 1994 Kanada Quebec Ville Marie, Mezinárodní bienále umění
- 1994 Polsko Lublin na Mezinárodním trienále umění Museum IV - obdržel medaili a cenu za fotografie jako jediné z Dánska od polského ministerstva kultury
- 1995 Norsko Začíná 44 grafických prací Nordnorsk Kunstnersenter Ve Svolvær Lofoten poté putovní výstava v severním Norsku
- 1996 Výstava v ústředí Danske Bank v Kodani
- 1997 Millet Art Assoc Osaka, Japonsko 1998 Výstava na americkém velvyslanectví, grafika
- 1998 Cobrarummet Sophienholm 107 děl, grafiky a fotografie
- 1998 Pá Kommune v / Gallerie Søren Houmann, Arbejds- og Fællesmodel
- Vánoční výstava a výstava galerie Zenits v roce 2000, grafika
- 2000 Výstava kresby aktů, Galloperiet, Christiania
- 2001 Vánoční výstava - Umění na papíře - Slovinsko - WWW. WF-A.SI
- 2000-2002 Skupinová výstava v Salle d'Exposition de Cite Internationale des Arts - Paříž 75004 - Francie Statens Kunstfond - Statens Kunstfond: Legat
- Žít / vystavovat v Paříži + výstavy první čtvrtletí roku 2000
- 2002 Betherhemský kostel - výstava fotografií
- 2003 Øksnehallen - Kodaň ¨ c sochařství
- 2004-2013 Helligåndshuset, Kodaň
- 2008 Rønnebæksholm, Næstved, Int. výstava grafiky
- 2008 Helligåndskirken, Kodaň
- 2009 Filosofgangen Odense
- 2010 Lyngby Kunstforening København
- 2011 knihovny Stege. Bispegården Kalundborg. Pakhuset Nykøbing Sjælland
- 2012/2013/2014 Norská církev Kodaň Helligåndskirken LESSEDRA. COM Miniprint Bulharsko